# 熊町村
熊町村（くままちむら）は、昭和29年（1954年）まで福島県双葉郡に存在していた村。現在の双葉郡大熊町東部にあたる。

## 地理
- 河川：熊川、夫沢川

## 沿革
- 明治22年（1889年）4月1日 - 町村制施行にともない、熊村・熊川村・夫沢村・小良浜村・小入野村の計5か村が合併して標葉郡熊町村が発足。戸数360、人口2,415人。
- 明治29年（1896年）4月1日 - 標葉郡と楢葉郡が合併して双葉郡が発足。双葉郡熊町村となる。
- 昭和29年（1954年）11月1日 - 大野村と合併し、大熊町となる[1]。

## 行政
- 歴代村長

| 代 | 氏名       | 就任                   | 退任                       | 備考 |
| -- | ---------- | ---------------------- | -------------------------- | ---- |
| 1  | 中野剛重   | 明治22年（1889年）7月  | 明治26年（1893年）7月      |      |
| 2  | 阿部英信   | 明治26年（1893年）7月  | 明治27年（1894年）7月30日  |      |
| 3  | 渡辺哲綱   | 明治27年（1894年）11月 | 明治32年（1899年）11月     |      |
| 4  | 志賀秀明   | 明治32年（1899年）11月 | 明治40年（1907年）11月     |      |
| 5  | 吉岡善治   | 明治40年（1907年）11月 | 明治44年（1911年）11月     |      |
| 6  | 佐藤義信   | 明治44年（1911年）11月 | 大正4年（1915年）11月      |      |
| 7  | 志賀保     | 大正4年（1915年）11月  | 昭和9年（1934年）3月       |      |
| 8  | 坂本栄治郎 | 昭和9年（1934年）4月   | 昭和21年（1946年）11月     |      |
| 9  | 太田耕治   | 昭和22年（1947年）4月  | 昭和29年（1954年）10月31日 |      |

## 教育
- 熊町村立熊町小学校
  - 熊町村立熊町小学校夫沢分校
- 熊町村立熊町中学校

## 交通

### 道路
- 国道6号